# ミナスジェライス州

ミナス・ジェライス州
Estado de Minas Gerais

ミナスジェライス州 (ミナスジェライスしゅう、Estado de Minas Gerais, IPA: ['stadu dʒi ˈminɐs ʒeˈɾajs]) は、ブラジルの南東部に位置する州。州庁所在地はベロオリゾンテ。略称は「MG」である。

## 地理
北から時計回りにバイーア州・エスピリトサント州・リオデジャネイロ州・サンパウロ州・マットグロッソ・ド・スル州・ゴイアス州そしてブラジリアと隣接する。
オウロ・プレットなど、ブラジルの歴史を語るには欠かせない地域でもある。

## 経済
1695年に金が発見されたことを機にダイアモンドなどの鉱山の開発が進み、「宝石の鉱山」と呼ばれるようになってこれが州名となる。現在も、インペリアルトパーズ、紅水晶などの宝石の産出地として知られている。
また、鉄鉱石の産地イタビラやサミトリ（ポルトガル語: Samitri）があり、世界屈指の資源メーカーであるヴァーレ（旧リオドセ）社が所有する年間3千万トンの鉄鉱石を採掘するブルクツ鉱山などが稼働していた。なお、同社は2015年と2019年に関係する鉱滓ダムの決壊に関与し、多数の死者を出すとともに下流域の環境汚染を生じさせたため、2019年、ブラジル当局はヴァーレ社の資産を差し押さえるとともに、ブルクツ鉱山の採掘を停止させる命令を出している。
林業では、豊富な森林資源を背景にした世界第3位のパルプ専業メーカーであるセニブラ社の工場、社有林も存在する。

## 主な都市
- ベロオリゾンテ
- コンタジェン
- ウベルランジア
- ジュイス・デ・フォーラ
- ベチン
- ゴベルナドール・バラダレス
- イパチンガ
- バルバセーナ
- ウベラーバ
- パラデミナス
- オウロ・プレット

## 歴史
1695年にサンフランシスコ川の上流で金が発見され、内陸部探検の中心地だったサンパウロや、ポルトガル本土から大量の人々が流入したことで現在のミナスジェライス州の地域には多くの鉱山集落が成立し、開発が進んだ。1745年にはヴィラ・リカに首府が置かれた。鉱山労働者の人口が増えていくに従って、彼らに食糧を供給するための大農園が成立し、やがて近傍の首都リオデジャネイロなどを市場とする農業・牧畜が盛んとなった。1897年には新州都であるベロオリゾンテが建設され、オウロ・プレットから州都が移転した。

## 教育
- ミナス・ジェライス連邦大学
- ヴィソーザ連邦大学
- ラヴラス連邦大学
- ジュイス・デ・フォーラ連邦大学
- オウロ・プレット連邦大学
- 教皇庁立ミナス・ジェライスカトリック大学
- ミナス・ジェライス州立大学

## 出身者
- ペレ - サッカー選手。
- ラウル・ネト - バスケットボール選手。
- アナ・ベアトリス・バロス - スーパーモデル。
- RINA - 日系ブラジル人のファッションモデル。
- ミルトン・ナシメント - シンガー・ソングライター。
- ジウベルト・シウバ - サッカー選手。
- アイウトン・クレナッキ - 人権活動家。
- セバスチャン・サルガト - 写真家。環境活動家。
- イゴール・フラガ - レーシングドライバー、Eスポーツプレイヤー（出生地は石川県金沢市、日系ブラジル人）